# Semiothisa deceptrix
Semiothisa deceptrix là một loài bướm đêm trong họ Geometridae.